# I Hate Myself
I Hate Myself var ett amerikanskt screamoband från Gainesville, Florida, startat 1996.

## Medlemmar
- Jim Marburger - gitarr, sång
- Jon Marburger - trummor, percussion, bas, bakgrundssång
- Steve Vonguiball (Steve Jin/Basser X) - elbas

## Diskografi
Studioalbum
- 10 Songs (No Idea Records, LP, 1997)

EP
- 4 Songs (No Idea Records, ensidig 12", 1997)
- 3 Songs (No Idea Records, ensidig 12", 2005)

Singlar
- 2 Songs (No Idea Records, 7", 2000)

Samlingsalbum
- 10 Songs (CD-samling, med låtar från original 10 Songs LP och delad 7") (No Idea Records, 2000)

Annat
- I Hate Myself And Twelve Hour Turn (delad 12" med Twelve Hour Turn) (No Idea Records, 1998)
- I Hate Myself / Strikeforce Diablo (delad  7" med Strikeforce Diablo) (Fragil Records, 1998)
- 15 Songs (Har planerats sedan 2005, men har inte blivit av ännu) (No Idea Records, CD)